# Cosmosoma flavothoracides
Cosmosoma flavothoracides är en fjärilsart som beskrevs av Hans Zerny 1912. Cosmosoma flavothoracides ingår i släktet Cosmosoma och familjen björnspinnare. Inga underarter finns listade i Catalogue of Life.